# Imre Madách

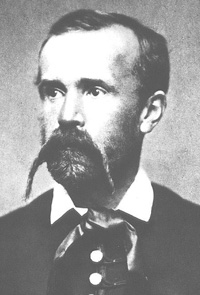
Imre Madách.

Imre Madách (20 de enero de 1823 - 5 de octubre de 1864) fue un escritor, poeta, abogado y político húngaro. Su obra fundamental es el poema dramático La tragedia del hombre (Az ember tragédiája, 1861), que trata de temas similares a los del Fausto de Goethe o El paraíso perdido de John Milton. 

## Biografía
Imre Madách nació en Alsósztregova, en el Reino de Hungría (actualmente, Dolná Strehová, en Eslovaquia) en 1823. Desde 1829 estudió en las Escuelas Pías de Vác. Durante una epidemia de cólera en 1831 se trasladó a Buda, y en 1837 comenzó sus estudios en la Universidad de Pest. En 1842 se convirtió oficialmente en abogado, y se casó con una mujer de la que más adelante se divorciaría. Además de ocupar diversos puestos en la administración, Imre Madách escribió desde joven diversas obras teatrales y poemas, y en 1860 terminó su obra maestra, La tragedia del hombre. Murió en Alsósztregova, donde había nacido, en 1864.
Su vida y su obra se caracterizan generalmente por una visión pesimista de la vida, común a casi todos los escritores de su generación salvo Mór Jókai y derivada en cierta medida de la situación de Hungría tras el fracaso de la Revolución Húngara de 1848.

## La tragedia del hombre
El poema dramático La tragedia del hombre (Az ember tragédiája, 1861), la obra maestra de Madách, no tiene antecedentes en el resto de su producción ni, puede decirse, en la literatura húngara anterior. Madách, que por aquel entonces era un abogado de clase alta sin apenas experiencia literaria, envió su obra a János Arany, quien lo apoyó enormemente y le sugirió diversos cambios y mejoras en el texto. Inicialmente, la obra sólo fue publicada como libro, pero no representada, sobre todo porque los excesivos cambios de escenario (la obra consta de 15 escenas en total) hacían difícil su montaje con los recursos técnicos de la obra.
La tragedia del hombre tiene un argumento similar en cierta medida a El paraíso perdido de John Milton, ya que ambas tratan sobre la creación y la caída del hombre, con el diablo como protagonista. Los personajes principales de la obra son Adán y Eva, y Lucifer. Los tres viajan a través del tiempo, visitando distintos hitos fundamentales de la historia humana, en los cuales Lucifer intenta convencer a Adán de que la vida no tiene sentido y la humanidad está condenada. Adán y Lucifer aparecen al comienzo de cada escena, Adán interpretando diversos personajes históricos, y Lucifer actuando como uno de sus sirvientes o consejeros. Eva sólo aparece más adelante en cada una de las escenas. En total, La tragedia del hombre consta de 15 escenas, que se distribuyen en 10 momentos históricos distintos.
Hoy en día La tragedia del hombre es una de las obras centrales en el repertorio teatral de Hungría y una lectura obligatoria para los estudiantes de secundaria de su país. Además, muchas frases de la obra se han convertido en expresiones habituales en húngaro.

## Otras obras
- A civilizátor (El civilizador) - 1859
- Mózes (Moisés) - 1861